# Olaf Jentzsch

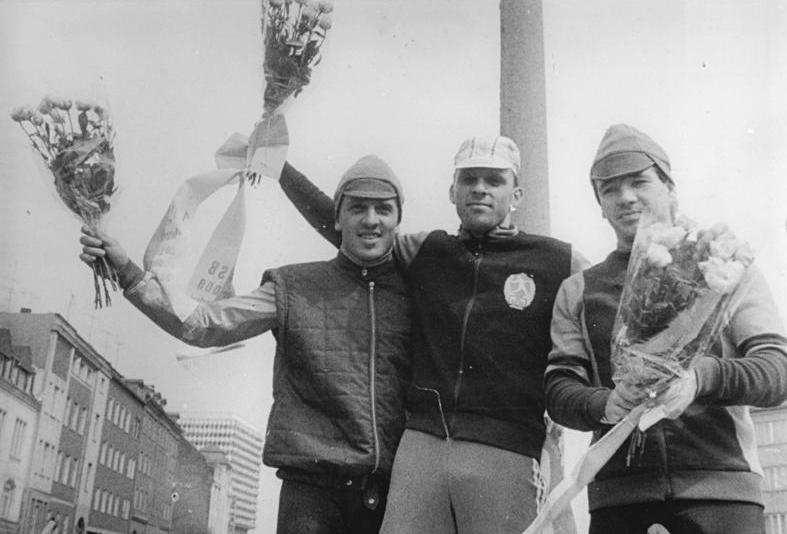
Olaf Jentzsch (links)

Olaf Jentzsch (* 3. Dezember 1958 in Riesa) ist ein ehemaliger deutscher Radrennfahrer aus der DDR.

## Sportliche Laufbahn
Olaf Jentzsch machte eine Ausbildung zum Elektromonteur. Später studierte er Sportwissenschaften und schloss das Studium als Diplom-Sportlehrer ab. Zu seinen Wettkampfzeiten war er 72 Kilogramm schwer bei 178 Zentimetern Körpergröße. Seine Trainer beim SC Cottbus waren Manfred Nitschke und der ehemalige Weltmeister Bernd Drogan. Darüber hinaus hatten sein Vater und der Cottbuser Eberhard Pöschke großen Anteil an seiner sportlichen Entwicklung. Er ist verheiratet und hat zwei Kinder. Bereits als Zwölfjähriger begann er in einer Betriebssportgemeinschaft von Stahl Riesa – dem heutigen SC Riesa – ein regelmäßiges Radsporttraining. 1977 erreichte er bei den DDR-Straßen-Radmeisterschaften einen zweiten Platz, 1981 gewann er den Titel. 1986 gewann er eine weitere nationale Meisterschaft, als er im Einzelzeitfahren über 50 Kilometer erfolgreich war. 1979 siegte er im Eintagesrennen GP ZTS Dubnica nad Váhom.
Im Coors International Bicycle Classic gewann er 1983 eine Etappe und wurde Vierter der Rundfahrt, 1985 siegte er erneut auf einem Tagesabschnitt der Rundfahrt. Die Friedensfahrt beendete Jentzsch 1984 als Fünfter, 1988 als Vierter und 1989 als Zweiter hinter Uwe Ampler. Er stand mehrfach im Kaderkreis für die Friedensfahrt, da er jedoch nach eigenen Worten seine Form zumeist erst Ende Mai erreichte, konnte er sich einige Male bei den Qualifikationsrennen nicht durchsetzen. Vor der Friedensfahrt 1989 absolvierte er zweimal ein Höhentraining in Kolumbien. Dieser Aufwand wurde mit dem zweiten Platz belohnt, dem größten Erfolg seiner Karriere als Radsportler, neben etlichen weiteren Siegen bei bedeutenden Amateur-Rundfahrten. Seinen Durchbruch schaffte er 1985 mit dem Gewinn der Österreich-Rundfahrt, bei der er auf der letzten Etappe mit Unterstützung von Jens Heppner mit einem Ausreißversuch dem bis dato Führenden Richard Trinkler neun Minuten abnehmen konnte Jentzsch war ein starker Bergfahrer. Das demonstrierte er u. a. bei der Kuba-Rundfahrt 1983, als im Aufstieg zum Gran Piedra (1226 Meter Anstieg vom Meeresspiegel ohne Serpentinen) fast die gesamte Strecke führte und auf den letzten 6 Kilometern auf seinen Rivalen im Gesamtklassement – Jiří Škoda – noch anderthalb Minuten Vorsprung herausfuhr. Ähnliches gelang ihm bei der Colorado-Rundfahrt („Coors-Classic“) im Juli 1983, als er die Königsetappe, das „Colorado National Monument“, gegen die versammelte südamerikanische Elite, sowie die einheimischen Amerikaner gewinnen konnte. Dort führten die Etappen teilweise auf Höhen von 3800 Metern. Genau dort hatte Jentzsch einen Reifenschaden, nachdem ihm sein Trainer Wolfram Lindner wieder aufs Rad half. Lindner beschrieb die Situation, in der er seinen Fahrer wieder anschob so: „Nach der kurzen Schubeinlage in 3800 Metern Höhe war mir zu Mute, als hätte ich einen Marathonlauf in Rekordzeit absolviert.“ Jentzsch beendete die Rundfahrt als Vierter. Mehrere Titel im Bergzeitfahren in der DDR, Etappensiege bei Bergetappen in Kolumbien, den USA, Österreich, Jugoslawien, Griechenland und Kuba untermauerten seinen Ruf als starker Bergfahrer. Dabei trainierte er zu Hause überwiegend im Flachland. Seine Maxime war: „alle müssen die Berge rauffahren“. Bei seinem Club SC Cottbus stand er lange im Schatten von Bernd Drogan und Hans-Joachim Hartnick. Drogan wurde später einer seiner Trainer, was nicht konfliktfrei blieb, als Drogan nahtlos vom Rennsattel in den Trainerberuf umstieg. Es brauchte eine Zeit, ehe die beiden ihr Verhältnis austarierten. Eine außergewöhnliche Leistung erbrachte er auch am letzten Abend des Amateur-Sechstagerennens von Berlin am 20. Dezember 1980 in der Werner-Seelenbinder-Halle, als er mit seinem Partner Ulf Gebeler fünf neue Bahnrekorde aufstellte und die Etappe mit seinem Partner gewann.
Erst 1990 entschied sich Olaf Jentzsch für eine professionelle Laufbahn bei der belgischen Radsportmannschaft Tulip Computers. 1992 fuhr er einige Etappen der Tour de France mit, konnte im neuen Metier jedoch bis auf einen Etappenerfolg bei der Trentino-Rundfahrt im Jahr 1990 keine Erfolge verzeichnen und beendete im selben Jahr seine Karriere.

## Erfolge
1977
- DDR-Meisterschaft – Mannschaftszeitfahren

1979
- GP ZTS Dubnica nad Váhom

1981
- DDR-Meisterschaft – Mannschaftszeitfahren
- DDR-Meisterschaft – Straßenrennen

1983
- DDR-Meisterschaft – Berg
- Gesamtwertung Vuelta a Cuba

1984
- DDR-Meisterschaft – Berg
- DDR-Meisterschaft – Mannschaftszeitfahren
- DDR-Meisterschaft – Straßenrennen
- DDR-Meisterschaft – Kriterium

1985
- Gesamtwertung Österreich-Rundfahrt

1986
- DDR-Meisterschaft – Einzelzeitfahren
- Gesamtwertung Oder-Rundfahrt (Deutschland)

1987
- Gesamtwertung Griechenland-Rundfahrt
- Gesamtwertung Jugoslawien-Rundfahrt

1988
- Gesamtwertung Tour du Loir-et-Cher

1990
- 1. Etappe Arco – Riva del Garda, im Trentino-Rundfahrt